# TheColorGrey
TheColorGrey oder GR€Y, Pseudonym von Will Michiels (* 1994 in Antwerpen), ist ein belgischer Rapper und Sänger.

## Leben und Karriere
Im Sommer 2016 unterzeichnete er einen Vertrag mit Warner Music Benelux. Im Mai 2017 folgte das Debütalbum Rebelation mit Singles wie On & On, Need to Know und You Got to Show Me. Der letztgenannte Song erreichte hohe Werte in der Hitparade.
Im Jahr 2019 trat der Rapper beim Pukkelpop auf. Im Jahr 2020 erschien sein Album Overcome bei Warner Music Benelux, von dem vor allem Out of My Hands mit dem US-Rapper Oddisee, Suitcase (Add the Weight) und Twice as Hard zu großen Streaming-Erfolgen wurden. Im Jahr 2021 veröffentlichte er außerdem den Track Little Love mit dem beliebten südafrikanischen Künstler Blxckie und war auf der Single Off Switch von Helen zu hören.

## Diskografie
Alben
- 2017: Rebelation (Warner Music Benelux)
- 2018: For What It's Worth (Corner Vibe Records)
- 2020: Overcome (Warner Music Benelux)

EPs
- 2017: In Between Phases